# Luce (chanteuse)
Pour les articles homonymes, voir Luce et Brunet.
Lucie Brunet, dite Luce, est une chanteuse et actrice française, née le 28 janvier 1990 à Perpignan.

## Biographie
Lucie Brunet naît le 28 janvier 1990 à Perpignan. Elle est originaire[évasif] de Peyrestortes, village du côté de Perpignan.
Elle étudie 6 mois à l'institut de formation en soins infirmiers de Montpellier pour devenir infirmière.
En 2016, elle entre à la classe libre du Cours Florent. L'année suivante, elle entre dans l'agence "Talent Box".

## Carrière

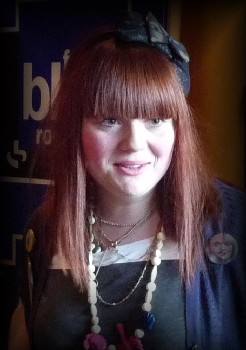
Luce à ses débuts, le 23 juin 2010

### Nouvelle Star
Luce passe les castings de la saison 8 de Nouvelle Star à Marseille où elle interprète devant le jury Andy des Rita Mitsouko. Elle s'inscrit dans le but de passer dans la catégorie « Les Inoubliables », déguisée d'une moustache et d'un badge électronique affichant un message « j'aime les poils ». Finalement, elle obtient trois oui (Philippe Manœuvre est le seul à voter non) et accède donc à la deuxième étape du casting, au théâtre du Trianon. Elle y interprète Tainted Love, a cappella, puis elle fait un trio avec Lussi et Stéphanie sur Je dois m'en aller de Niagara. Lors de la dernière épreuve, elle écrit les paroles sur ses bras, car elle ne parvient pas à mémoriser les paroles de C'est comme ça des Rita Mitsouko. À son grand étonnement, elle est sélectionnée pour l'épreuve suivante au pavillon Baltard.
Sa voix ainsi que sa personnalité conquièrent très vite le jury et le public et elle remporte finalement la saison 8 de ce concours.

### 2010-2015: L'aprèsNouvelle Star
En octobre 2010, Luce prépare la sortie de son premier album. Philippe Katerine y collabore pour plusieurs titres ; ayant suivi la chanteuse lors de l'émission — il dit avoir voté pour elle à plusieurs reprises, il se déclare enchanté de l'avoir vue reprendre son titre J'adore et, même s'il n'a rencontré Luce qu'une seule fois, il se dit « inspiré ».

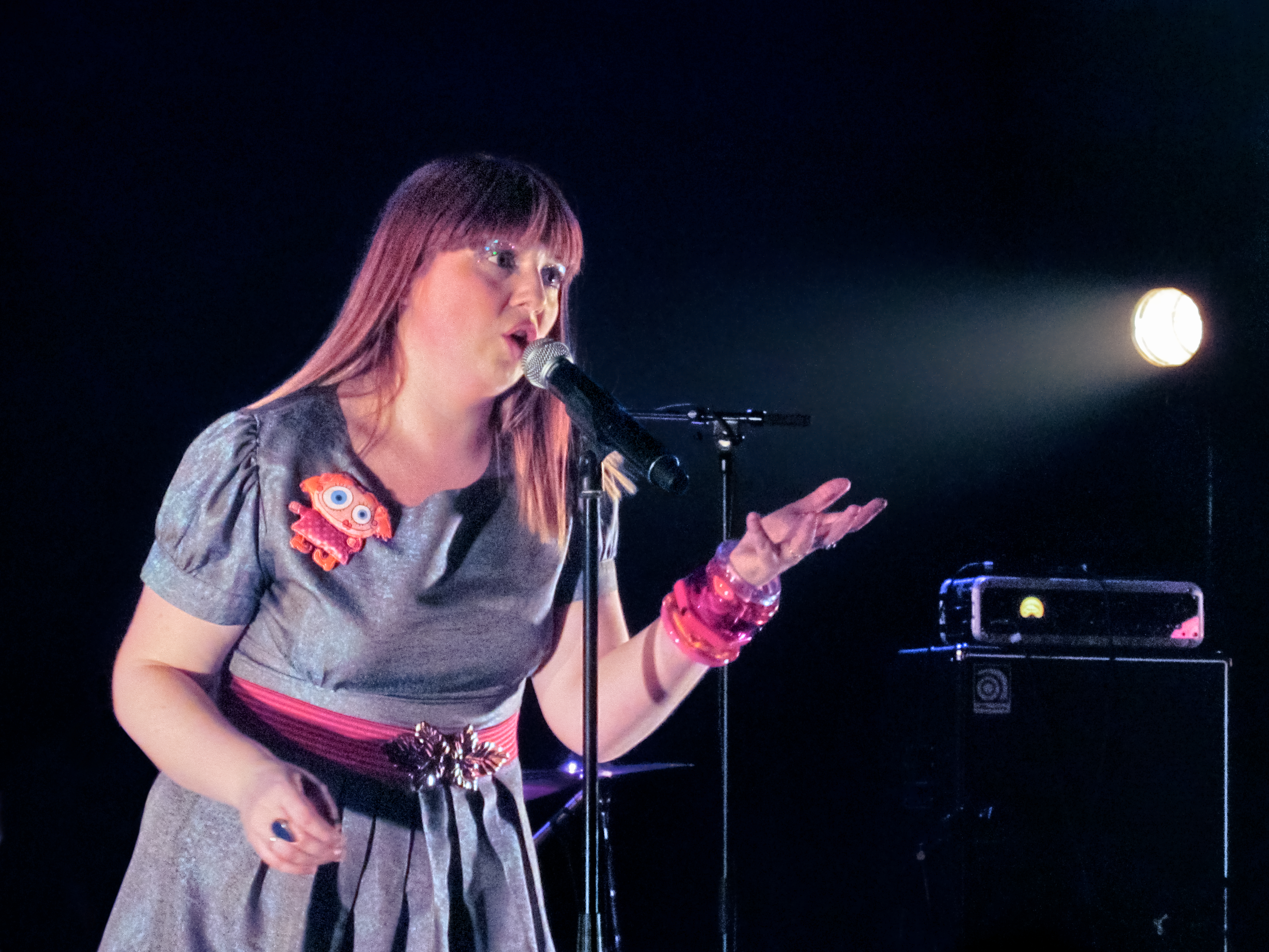
Luce en concert à Rombas, le 3 mars 2012

Première Phalange est le titre de ce premier album, prévu le 20 juin 2011 chez Sony Music. La promotion de l'album se fait essentiellement sur Internet avec le concept des « jeudis de Luce » où, depuis le 24 mars 2011, est diffusée chaque jeudi une vidéo sous forme d'un sketch réalisé par Najar et Perrot, produit par LNprod avec Luce dans son propre rôle et Gaël Giraudeau dans le rôle de Bobby. Les vidéos hebdomadaires mettent en scène la chanteuse et proposent un extrait de la chanson du jour, et ce jusqu'à la sortie de l'album.
En septembre 2011, elle enregistre un duo avec Max Boublil, la chanson humoristique Moyen Moyenne.
Le 25 novembre 2011, elle donne un concert au Trianon, où Mathieu Boogaerts et Orelsan sont invités sur scène, à la suite de la participation du rappeur caennais dans le titre La Machine de Luce.
En 2012, elle fait les chœurs sur l'album Mathieu Boogaerts de Mathieu Boogaerts qui lui a écrit plusieurs titres sur son premier album, Première Phalange.
En 2012, les éditions Éveil et Découvertes proposent à Luce de chanter sur le livre-CD La Fabrique à comptines, 13 comptines. Le projet rencontre un franc succès malgré le manque de promotion et s'écoule à 11 000 exemplaires.
En 2012, Luce chante Il pleut doucement ma mère de Maurice Carême dans l'album La Bande des mots, qui est un projet mettant en musique des poèmes.
En 2013, Luce participe à l'album Des mots pour Alzheimer en lisant le témoignage de Maria. Luce est directement touchée par cette cause car elle révèle que sa grand-mère en était atteinte. Elle a d'ailleurs chanté, sur son premier album, un titre intitulé La Symphonie d'Alzheimer.
En 2013, Luce participe également à la comédie musicale du chausseur Éram, Ce qui fait marcher les filles.
Le 3 mai 2013, elle fait la première partie de Virginie Hocq à l'Olympia. Lors de cette soirée, elle chante 8 titres en exclusivité de son deuxième album.
Le 16 septembre 2013, elle participe à une soirée pour l'association France Alzheimer, durant laquelle elle chante en duo avec Alain Chamfort.
Le 18 décembre 2013, elle chante lors du Grand Goûter de Noël à l'Élysée en compagnie du groupe ZUT.
Le 22 décembre 2013, elle chante aux côtés du groupe ZUT au Zénith de Paris.
Le 26 décembre 2013, elle participe au Prime spécial Nouvelle Star fête Noël qui réunit d'anciens candidats de Nouvelle Star, comme Amel Bent, Julien Doré ou encore Amandine Bourgeois.
En 2014, Luce commence l'enregistrement en studio de son deuxième album. Elle travaille avec Mathieu Boogaerts, comme pour son premier album, et s'entoure également des musiciens Joseph Chedid et Zaf Zapha. Elle change de label pour son second opus et officie depuis 2014 chez un label indépendant, Tôt ou tard, alors qu'elle était auparavant chez Sony Music Entertainment.
Le 23 février 2015, sort son 2e album, intitulé Chaud.

### Depuis 2016: un tournant vers le théâtre
De 2015 à 2017, elle suit la classe libre des Cours Florent. Elle y joue notamment une adaptation du roman Seul dans Berlin de Hans Fallada, mis en scène par Jean-Pierre Garnier, Peer Gynt d'Henrik Ibsen, également sous la direction de Garnier, Fragments de Jean-Luc Lagarce, mis en scène par Julie Brochen, et Les Montagnes russes d'Igor Mendjisky, mis en scène par l'auteur lui-même.
En 2016, Zahia Ziouani, directrice de l'orchestre symphonique Divertimento, fait appel à Luce pour le spectacle Showtime. Elle y interprète des classiques du jazz avec l'orchestre symphonique au théâtre de l'Avant Seine à Colombes.
En 2017, elle joue au Festival d'Avignon, la pièce À quand la mer ?, écrite et mise en scène par Manuel Durand.
L'année suivante, elle joue Il a vraiment quelque chose ce Laurent Romejko, une pièce écrite et mise en scène par Félicien Juttner.
Elle retrouve l'orchestre de Zahia Ziouani pour le spectacle Lenny, une rencontre avec Leonard Bernstein qu'elle joue de 2018 à 2019 en tournée.
De 2019 à 2022, elle travaille sur trois pièces avec le metteur en scène Gwenaël Morin : Uneo uplusi eurstragé dies, Le Théâtre et son double d'Antonin Artaud et Ajax, Antigone et Héraclès de Sophocle.
En 2022 et 2023, elle est à l'affiche de Songe à la douceur de Clémentine Beauvais, une pièce musicale, mise en scène Justine Heynemann.
En 2023, elle tient le rôle principal de Denali, un spectacle écrit et mis en scène par Nicolas Le Bricquir. La pièce, inspirée d'un fait divers américain, est présentée au Festival d'Avignon puis joué au Petit-Marigny à la fin de l'année. La pièce est un succès et est prolongée jusqu'en 2024. Lucie Brunet obtient une nomination au Molière de la révélation théâtrale pour son interprétation.
À partir de janvier 2025, elle joue dans le spectacle musicale Orgueil et Préjugés... ou presque au théâtre Saint-Georges. C'est une adaptation humoristique et parodique écrite par Isobel McArthur, adapté en français par Virginie Hocq et Jean-Marc Victor et mise en scène par Johanna Boyé. Les représentations vont se poursuivre jusqu'au mois d'avril.

## Discographie

### Albums
| Année | Album                              | Classement des ventes | Classement des ventes | Classement des ventes | Ventes |
| Année | Album                              | France                | Belgique              | Suisse                | Ventes |
| ----- | ---------------------------------- | --------------------- | --------------------- | --------------------- | ------ |
| 2011  | Première Phalange                  | 9                     | 27                    | 54                    | 25 000 |
| 2012  | La Fabrique à comptines (livre-CD) |                       |                       |                       | 11000  |
| 2015  | Chaud                              | 55                    | 100                   |                       | 10 000 |

### Singles
| Année | Titre             | Commentaires         |
| ----- | ----------------- | -------------------- |
| 2011  | Été noir          |                      |
| 2011  | Western spaghetti |                      |
| 2011  | La Machine        | Duo avec Orelsan     |
| 2011  | Moyen, Moyenne    | Duo avec Max Boublil |
| 2014  | Polka             |                      |
| 2015  | Malibu            |                      |

### Participations
- 2012 : chœurs sur l'album Mathieu Boogaerts de Mathieu Boogaerts
- 2012 : chante 13 comptines dans le livre-CD La Fabrique à comptines, illustré par Elisa Granowska, orchestré par le groupe Male Instrumenty et édité chez Éveil et Découvertes (11 000 exemplaires vendus)
- 2012 : chante Il pleut doucement ma mère de Maurice Carême dans l'album La Bande des mots
- 2013 : chante Petit Garçon sur l'album des Zut pour l'album pour enfant COUCOU ZUT
- 2014 : chante Je ne pense qu'à ça en duo avec Noémie Brosset pour son premier album
- 2016 : chante C'est ça l'amour en duo avec Mathieu Boogaerts pour l'album We Love Disney 3

#### Lecture
- 2013 : Lecture du témoignage de Maria pour Des mots pour Alzheimer

## Tournées
- 2011-2012 : Première Phalange
- 2015-2016 : Chaud
- 2016-2017 : Showtime
- 2018-2019 : Lenny, une rencontre avec Leonard Bernstein

## Filmographie
Sauf indication contraire, les informations mentionnées dans cette section peuvent être confirmées par les bases de données cinématographiques IMDb et Allociné,  présentes dans la section « Liens externes ».

### Cinéma
- 2013 : Ouf de Yann Coridian : Solveig
- 2018 : Bug (court-métrage) de Cédric Prévost : Crazygirl92
- 2020 : Capsules: Septembre d'Aurélien Grellier-Beker
- 2021 : Love Bug (court-métrage) de Cédric Prévost :

### Télévision
- 2013 : Vive la colo ! (série télévisée), saison 2, 6 épisodes de Stéphane Clavier : Luna
- 2015 : Hôtel de la plage (série télévisée), 1 épisode de Christian Merret-Palmair : elle-même

### Autres
- 2017 : Bizarre (clip de la chanson de Mathieu Boogaerts) de Pablo Padovani : la peintre[réf. nécessaire]
- 2013 : Ce qui fait marcher les filles (publicité pour Éram) de Laure Cohen et Ilan Teboul : Camille

## Théâtre
Sauf indication contraire ou complémentaire, les informations mentionnées dans cette section peuvent être confirmées par la base de données Les Archives du spectacle.
- 2015 : Cabaret Deret de Jean-Claude Deret, mise en scène de Zabou Breitman[réf. nécessaire]
- 2016 : Fragments de Jean-Luc Lagarce, mise en scène de Julie Brochen[réf. nécessaire]
- 2016 : Peer Gynt de Henrik Ibsen, mise en scène de Jean-Pierre Garnier[réf. nécessaire]
- 2016 : Seul dans Berlin de Hans Fallada, mise en scène de Jean-Pierre Garnier[réf. nécessaire]
- 2017 : C'est un peu comme des montagnes russes d'Igor Mendjisky, mise en scène d'Igor Mendjisky
- 2017 : À quand la mer ? de Manuel Durand, mise en scène de Manuel Durand[réf. nécessaire]
- 2018-2021 : Il a vraiment quelque chose ce Laurent Romejko de Félicien Juttner, mise en scène de Félicien Juttner[réf. nécessaire]
- 2019-2022 : Uneo uplusi eurstragé dies de Gwenaël Morin, mise en scène de Gwenaël Morin
- 2020 : Le Théâtre et son double d'Antonin Artaud, mise en scène de Gwenaël Morin
- 2020-2022 : Ajax, Antigone et Héraclès de Sophocle, mise en scène de Gwenaël Morin[réf. nécessaire]
- 2022-2024 : Songe à la douceur de Clémentine Beauvais, mise en scène de Justine Heynemann
- 2022-2024 : Denali de Nicolas Le Bricquir, mise en scène de Nicolas Le Bricquir
- 2025 : Orgueil et Préjugés... ou presque d'Isobel McArthur, mise en scène de Johanna Boyé[réf. nécessaire]

## Distinctions

### Nominations
- Molières 2024 : révélation féminine pour Denali